# Estación de Cavaleri

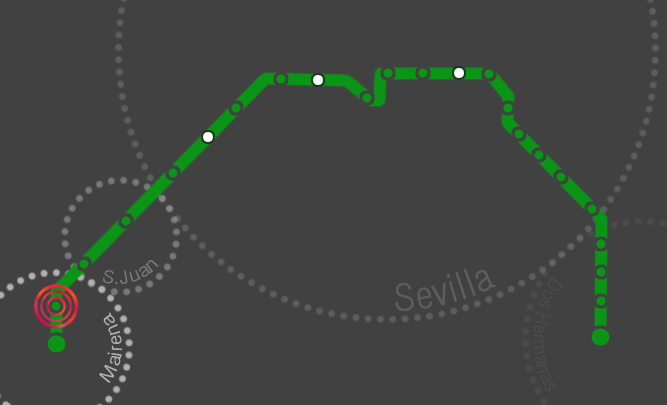
Localización

Cavaleri es una de las dos estaciones de la Línea 1 del metro dentro del término municipal de Mairena del Aljarafe, está situada en la Plaza Jagüey Grande, junto al parque municipal Cavaleri.
La estación de Cavaleri del Metro de Sevilla consta de un vestíbulo cubierto en superficie y andén subterráneo con iluminación natural.
Dispone de ascensores para personas de movilidad reducida, andenes laterales, escaleras mecánicas, venta de billetes automática, sistema de evacuación de emergencia y mamparas de seguridad para evitar caídas accidentales o el paso de un andén a otro por el piso de vías.
La estación de Cavaleri es de tipología y distribución espacial similar a todas las estaciones de Montequinto, así como a la de Blas Infante, ya que tienen vestíbulo en superficie y andenes laterales subterráneos.

## Accesos
- Plaza de Jagüey Grande S/n.º Mairena del Aljarafe, Sevilla.
- Plaza de Jagüey Grande, s/nº

## Líneas y correspondencias

### Servicios de metro
| << cabecera | < estación  | línea | estación >    | cabecera >>       |
| ----------- | ----------- | ----- | ------------- | ----------------- |
| Ciudad Expo | Ciudad Expo |       | San Juan Alto | Olivar de Quintos |

### Otras conexiones
| LÍNEA | Trayecto                                       | Zona |
| ----- | ---------------------------------------------- | ---- |
| M-150 | Mairena del Aljarafe                           | B    |
| M-151 | Urb. Pluebla del Marqués, Mairena del Aljarafe | B    |
| M-152 | Palomares del Río                              | B    |
| M-153 | Almensilla                                     | B    |
| M-155 | Almensilla                                     | B    |